# Slunj
Slunj è una città della Croazia di 6 096 abitanti della regione di Karlovac.
La frazione di Poloj fu teatro di un importante episodio bellico della seconda guerra mondiale, la carica di Poloj.

## Località
Il comune conta 66 insediamenti abitati: Arapovac, Bandino Selo, Blagaj, Bukovac Perjasički, Crno Vrelo, Cvijanović Brdo, Cvitović, Čamerovac, Donja Glina, Donja Visočka, Donje Primišlje, Donje Taborište, Donji Cerovac, Donji Furjan, Donji Kremen, Donji Lađevac, Donji Nikšić, Donji Poloj, Donji Popovac, Dubrave, Glinsko Vrelo, Gornja Glina, Gornja Visočka, Gornje Primišlje, Gornje Taborište, Gornji Cerovac, Gornji Furjan, Gornji Kremen, Gornji Lađevac, Gornji Nikšić, Gornji Popovac, Grobnik, Jame, Klanac Perjasički, Kosa, Kosijer Selo, Kutanja, Kuzma Perjasička, Lađevačko Selište, Lapovac, Lumbardenik, Mali Vuković, Marindolsko Brdo, Miljevac, Mjesto Primišlje, Novo Selo, Pavlovac, Podmelnica, Polje, Rabinja, Salopek Luke, Sastavak, Slunj, Slunjčica, Snos, Sparednjak, Stojmerić, Šlivnjak, Točak, Tržić Primišljanski, Veljun, Veljunska Glina, Veljunski Ponorac, Videkić Selo, Zapoljak e Zečev Varoš.

## Amministrazione

### Gemellaggi
- Castel San Giovanni

## Galleria d'immagini

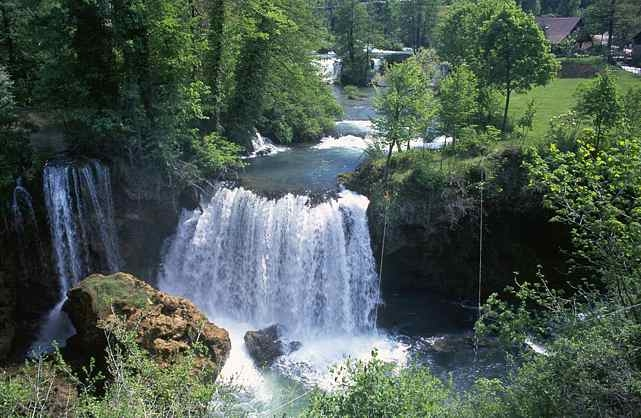
Cascate di Rastoke
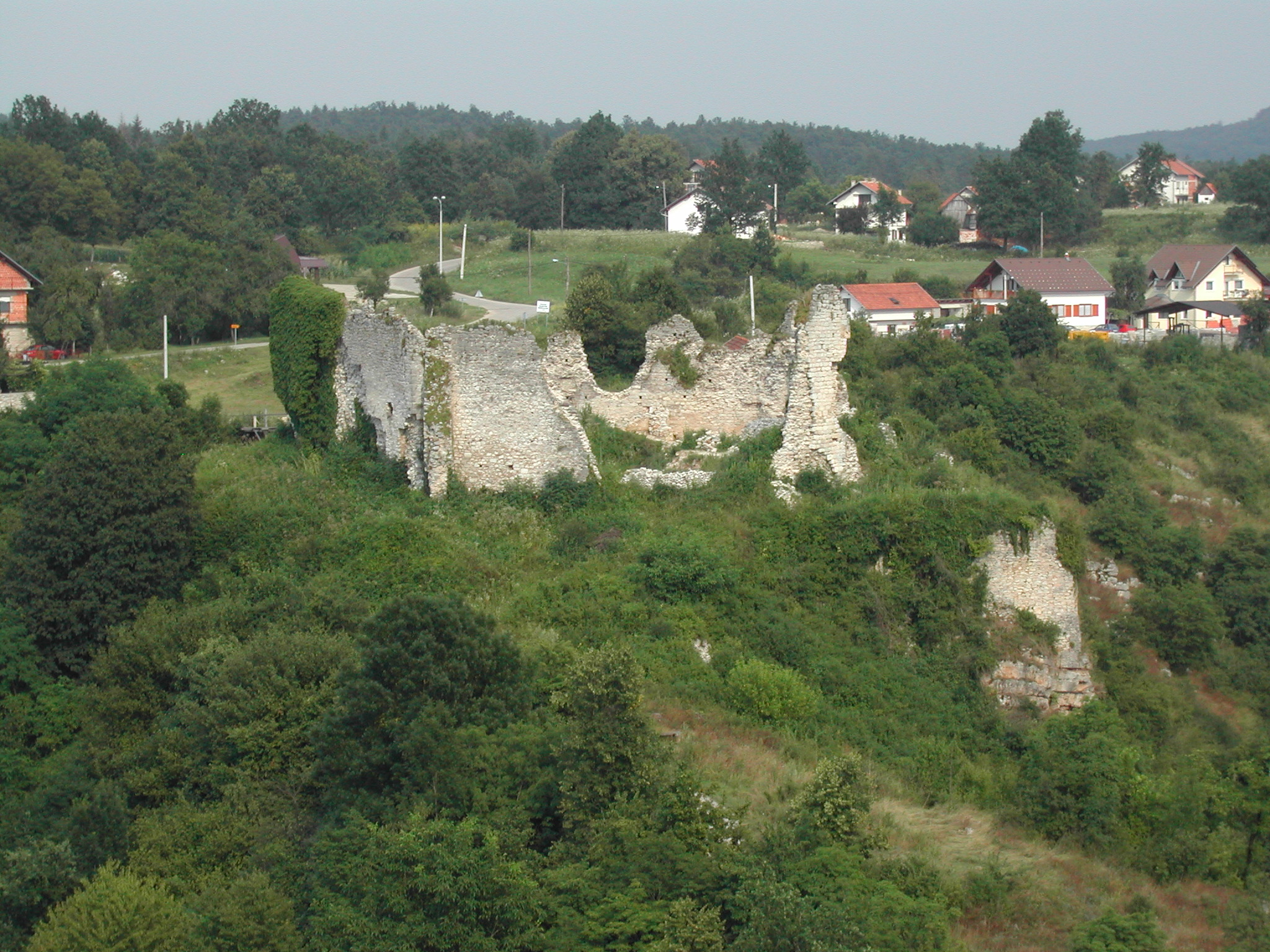
Fortificazione della famiglia dei Frangipane durante la guerra contro l'Impero ottomano
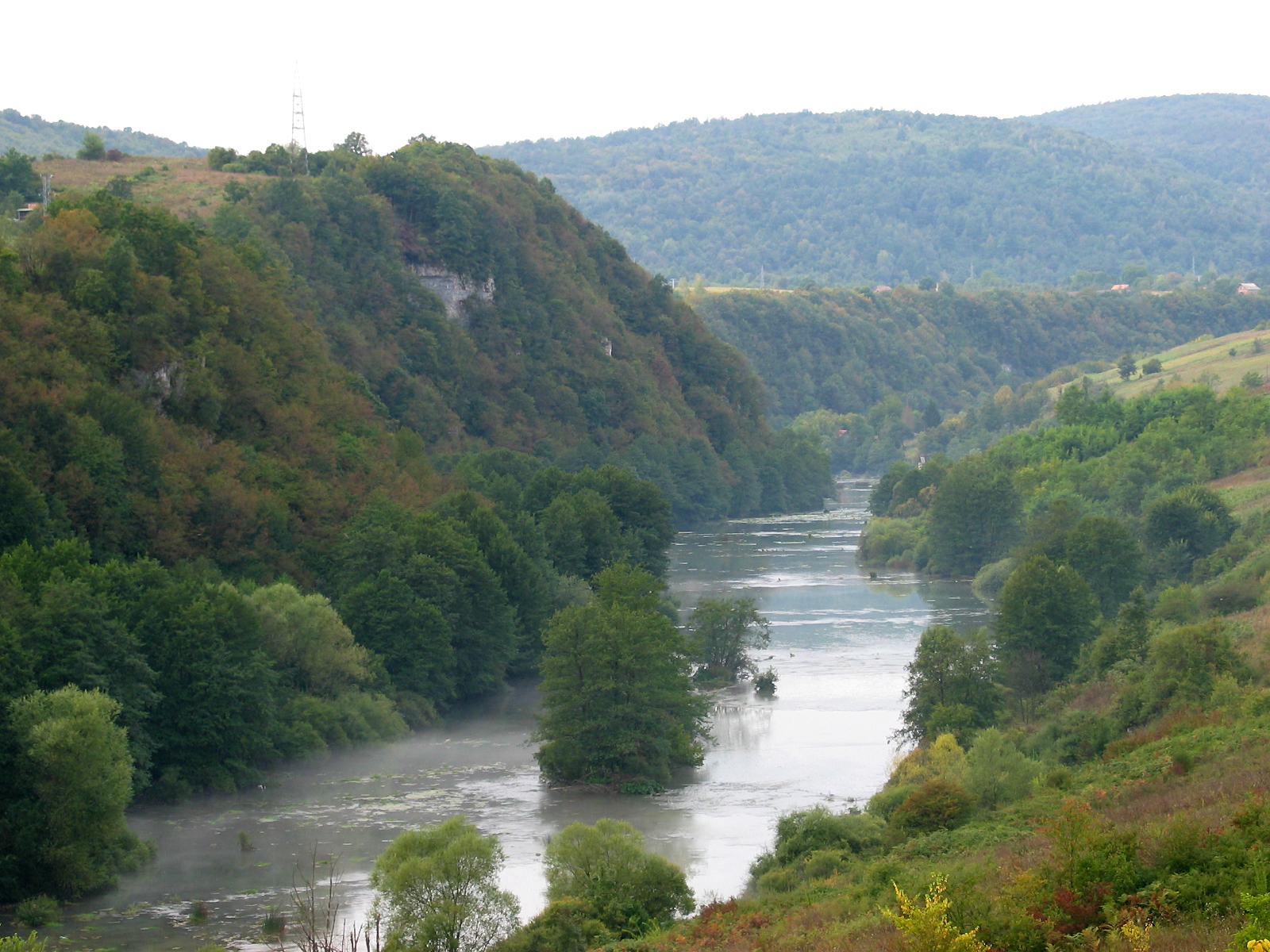
Canyon scavato dal fiume Korana a Donje Taborište